# Amplicone

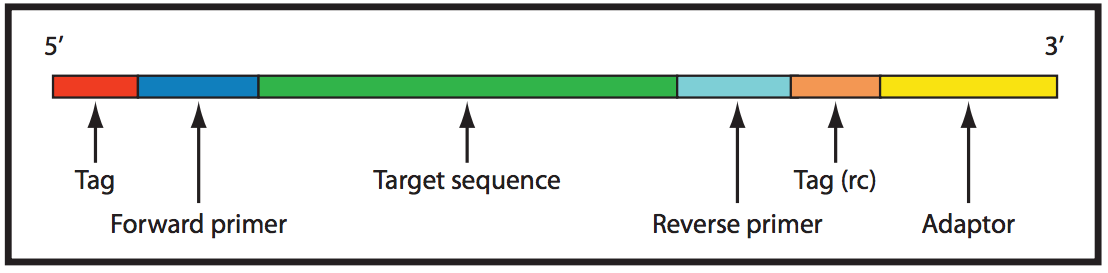
Struttura schematica di un amplicone

In biologia molecolare, un amplicone è un frammento di DNA o RNA che è la fonte e/o il prodotto di reazioni di amplificazione o di replicazione. Un amplicone può essere sintetizzato artificialmente, utilizzando vari metodi tra i quali le reazioni a catena della polimerasi (PCR), le reazioni a catena della ligasi (LCR) oppure sintetizzato naturalmente attraverso la replicazione genica. In questo contesto, l'amplificazione si riferisce alla produzione di una o più copie di un frammento genetico o sequenza bersaglio, in particolare l'amplicone. Poiché si riferisce al prodotto di una reazione di amplificazione, l'amplicone è usato in modo intercambiabile con termini di laboratorio comuni, come "prodotto di PCR" o "sequenza target".
L'amplificazione artificiale è utilizzata nella ricerca, nelle scienze forensi, in medicina, per scopi che includono il rilevamento e la quantificazione di agenti infettivi, l'identificazione di resti umani, e l'estrazione di materiale genetico da capelli o peli umani.
La duplicazione genica naturale gioca un ruolo importante nell'evoluzione. È implicata anche in diverse forme di cancro umano tra cui il linfoma primitivo delle cellule B del mediastino e il linfoma di Hodgkin. In questo contesto il termine amplicone può riferirsi sia a una sezione di DNA cromosomico che è stata asportata, amplificata e reinserita altrove nel genoma, sia a un frammento di DNA extracromosomiale noto come double minute, ciascuno dei quali può essere composto da uno o più geni. L'amplificazione dei geni codificati da questi ampliconi generalmente aumenta la trascrizione di quei geni e, di conseguenza, il volume delle proteine per le quali codificano.

## Struttura
Gli ampliconi, in generale, sono sequenze genetiche di ripetizioni dirette (testa-coda, es. 5´ TTACGnnnnnnTTACG 3´ o 3´ AATGCnnnnnnAATGC 5´) oppure di ripetizioni inverse (testa-testa o coda-coda, es. 5'---TTACGnnnnnnCGTAA---3') e possono avere struttura lineare o circolare. Gli ampliconi circolari consistono in duplicazioni invertite imperfette, ricomposte in un cerchio e si pensa che originino da ampliconi lineari. Durante l'amplificazione artificiale, la lunghezza finale dell'amplicone (espressa in numero di basi) è dettata dagli obiettivi sperimentali.

## Tecnologia
L'analisi degli ampliconi è stata resa possibile grazie allo sviluppo di metodi di amplificazione come la PCR, e da un numero sempre maggiore di tecnologie più economiche e ad alto rendimento fra cui:
- sequenziamento del DNA
- next generation sequencing
- sequenziamento a semiconduttori ionici, sviluppato dalla DNA Electronics Ltd[11][12] e distribuito dalla Ion Torrent Systems Inc.

Le tecnologie di sequenziamento del DNA come il next generation sequencing, hanno permesso di studiare gli ampliconi nell'ambito della biologia del genoma e nella genetica del genoma, compresa la ricerca sulla genetica del cancro, la ricerca filogenetica e la genetica umana.
Indipendentemente dall'approccio scelto per la sintesi degli ampliconi, è necessario utilizzare alcune tecniche per quantificare il prodotto. Generalmente, queste tecniche includono una fase di acquisizione e una fase di rilevamento, sebbene il modo in cui tali passaggi sono incorporati è dipendente dal singolo dosaggio. Alcuni esempi possono essere:
- il test Amplicor HIV-1 Monitor (RT-PCR), che ha la capacità di riconoscere l'HIV nel plasma;
- l'HIV-1 QT (NASBA), che viene utilizzato per misurare la carica virale plasmatica, amplificando un segmento dell'RNA dell'HIV;
- la Transcription Mediated Amplification, che impiega un test di protezione all'ibridazione per distinguere le infezioni da Chlamydia trachomatis.[14]

In ciascuno degli approcci di cui sopra, sono coinvolte diverse fasi di rilevamento e acquisizione per valutare il prodotto di amplificazione o amplicone.
1. 1 2   Meyers, Robert A. (Robert Allen), 1936-, Molecular biology and biotechnology : a comprehensive desk reference, VCH, 1995, ISBN 1560815698, OCLC 32468573.
2. 1 2   P. S. Walsh, D. A. Metzger e R. Higuchi, Chelex 100 as a medium for simple extraction of DNA for PCR-based typing from forensic material, in BioTechniques, vol. 10, n. 4, April 1991,  pp. 506-513. URL consultato il 4 maggio 2018.
3. ↑  (EN) Center for Biologics Evaluation and Research, Premarket Approvals (PMAs) - Roche Amplicor HIV-1 Monitor Test, su fda.gov. URL consultato il 4 maggio 2018.
4. ↑   P. Gill, P. L. Ivanov e C. Kimpton, Identification of the remains of the Romanov family by DNA analysis, in Nature Genetics, vol. 6, n. 2, February 1994,  pp. 130-135, DOI:10.1038/ng0294-130. URL consultato il 4 maggio 2018.
5. ↑   Lixin Rui, N. C. Tolga Emre e Michael J. Kruhlak, Cooperative epigenetic modulation by cancer amplicon genes, in Cancer Cell, vol. 18, n. 6, 14 dicembre 2010,  pp. 590-605, DOI:10.1016/j.ccr.2010.11.013. URL consultato il 4 maggio 2018.
6. ↑   Graham R. Bignell, Thomas Santarius e Jessica C. M. Pole, Architectures of somatic genomic rearrangement in human cancer amplicons at sequence-level resolution, in Genome Research, vol. 17, n. 9, September 2007,  pp. 1296-1303, DOI:10.1101/gr.6522707. URL consultato il 4 maggio 2018.
7. ↑   Cohn, Waldo E. e Moldave, Kivie, 1923-, Progress in nucleic acid research and molecular biology. Volume 54, Academic Press, 1996, ISBN 9780080863429, OCLC 263084373.
8. ↑   K. Grondin, G. Roy e M. Ouellette, Formation of extrachromosomal circular amplicons with direct or inverted duplications in drug-resistant Leishmania tarentolae, in Molecular and Cellular Biology, vol. 16, n. 7, July 1996,  pp. 3587-3595. URL consultato il 4 maggio 2018.
9. ↑   K. Grondin, C. Kündig e G. Roy, Linear amplicons as precursors of amplified circles in methotrexate-resistant Leishmania tarentolae, in Nucleic Acids Research, vol. 26, n. 14, 15 luglio 1998,  pp. 3372-3378. URL consultato il 4 maggio 2018.
10. ↑   Primer Design Guide for PCR :: Learn Designing Primers for PCR, su premierbiosoft.com. URL consultato il 4 maggio 2018.
11. ↑  (EN) Bio-IT World, su bio-itworld.com. URL consultato il 4 maggio 2018 (archiviato dall'url originale il 6 giugno 2016).
12. ↑  (EN) DNA Electronics Licenses IP to Ion Torrent, in GenomeWeb. URL consultato il 4 maggio 2018.
13. ↑  (EN) Homepage, su National Human Genome Research Institute (NHGRI). URL consultato il 4 maggio 2018.
14. 1 2   Stanley, Jacqueline., Essentials of immunology & serology, Delmar Thomson Learning, 2002, ISBN 9780766810648, OCLC 50204319.